# Saint Cecilia
A Saint Cecilia a Foo Fighters 2015-ben megjelent teljesen ingyenes középlemeze.

## Az album dalai
Az összes szám szerzője a Foo Fighters. 
| 1.    | Saint Cecilia                               | 3:41 |
| 2.    | Sean                                        | 2:11 |
| 3.    | Savior Breath                               | 3:11 |
| 4.    | Iron Rooster                                | 4:11 |
| 5.    | The Neverending Sigh (korábban "7 Corners") | 4:45 |
| 18:00 |                                             |      |

## Közreműködők
Foo Fighters
- Dave Grohl – ének, ritmusgitár, perkusszió a Saint Cecilia c. számban, zongora az Iron Rooster c. számban
- Pat Smear – ritmusgitár
- Chris Shiflett – szólógitár
- Nate Mendel – basszusgitár
- Taylor Hawkins – dobok, háttérvokál a Sean és Iron Rooster c. számokban, perkusszió az Iron Rooster c. számban, zongora az Iron Rooster c. számban
- Rami Jaffee – billentyűk, kivéve a Savior Breath és Iron Rooster c. számokban

Vendégzenészek
- Ben Kweller – háttérvokál a Saint Cecilia c. számban
- John Lousteau – ütősök az Iron Rooster c. számban

Produkció
- Kevin Szymanski – az 1–3. és 5. számok felvétele
- John Ross Silva – segéd az 1–3. és 5. számok felvételénél
- John Lousteau – az Iron Rooster c. szám felvétele, keverési asszisztens
- James Brown – keverés
- Emily Lazar – mastering[1]
- Chris Allgood – mastering asszisztens

Dizájn
- Xavier Schipani – borítókép
- Sandra Luk – dizájn

## Listás helyezések
| Lista (2016)                           | Helyezés |
| -------------------------------------- | -------- |
| Ausztria (Ö3 Austria Top 40)           | 63       |
| Belgium (Ultratop Flandria)            | 74       |
| Egyesült Királyság (Scottish Albums)   | 20       |
| Egyesült Királyság (UK Albums Chart)   | 35       |
| USA Billboard 200                      | 117      |
| USA Top Alternative Albums (Billboard) | 12       |
| USA Top Hard Rock Albums (Billboard)   | 4        |
| USA Top Rock Albums (Billboard)        | 16       |
| USA Top Tastemaker Albums (Billboard)  | 9        |

## Külső hivatkozások
- A Foo Fighters hivatalos oldala
- A Saint Cecilia EP hivatalos oldala
- Az album a Google Play Áruházban
- Az album az iTunes-on
- Az album Spotify-on